# توجن
توجن یا ثوجین (به انگلیسی: Thujene) با فرمول شیمیایی C۱۰H۱۶ یک ترکیب شیمیایی با شناسه پاب‌کم ۵۲۰۳۸۴ است. که جرم مولی آن ۱۳۶٫۲۳۴۰۴ می‌باشد. 